# Los Millares
Pour les articles homonymes, voir Millares (homonymie).
Los Millares est un village préhistorique situé à Santa Fe de Mondújar, dans l'est de l'Andalousie et le sud-est de l'Espagne.
C'est l'un des gisements archéologiques les plus abondants du Néolithique final en Europe. Il donne son nom à la culture de Los Millares (es), qui s'étendait de la Murcie jusqu'au sud du Portugal en passant par l'Andalousie.

## Le village
Le site de Los Millares a été découvert en 1891 à l'occasion de la construction de la voie ferrée Linares - Almeria[réf. nécessaire], et a été fouillé pour la première fois par l'archéologue belgo-espagnol Louis Siret.[réf. nécessaire]
Il se trouve à une douzaine de km (à vol d'oiseau) au nord-ouest d'Alméria (20 km par la route),
sur la commune de Santa Fe de Mondújar. Il est sur une hauteur bordée de falaises en rive droite (côté sud) du fleuve Andarax, et il est bordé sur son côté Est par la vallée du petit ruisseau saisonnier Huéchar (rambla de Huéchar). Il couvre une surface d'environ 6 ha, est protégé par trois lignes de murailles (renforcées par des tours semi-circulaires et des bastions) et a une "citadelle" intérieure.
Les défenses sont renforcées par des fortins extérieurs sur les élévations proches – le "plan général" ci-dessous montre cinq fortins répartis du sud à l'ouest, et pas moins de 7 fortins au sud-est sur l'autre rive du Huéchar, mais il en manque au moins un car 13 de ces fortins sont connus en 2010. Ces fortins datent de la dernière période d'occupation du site, -2500 à -2200, à une époque où seule la « citadelle » intérieure était en pleine activité, alors que le reste du site était pour la plupart abandonné et en ruines.
Le plus large de ces fortins ("Fort n° 1") a livré des vestiges de coulage de métaux.
Nombre de ces défenses sont solidement défendues au moyen de murailles concentriques. On croit qu'elles étaient aussi utilisées pour le stockage des céréales.[réf. nécessaire]

Site archéologique de Los Millares
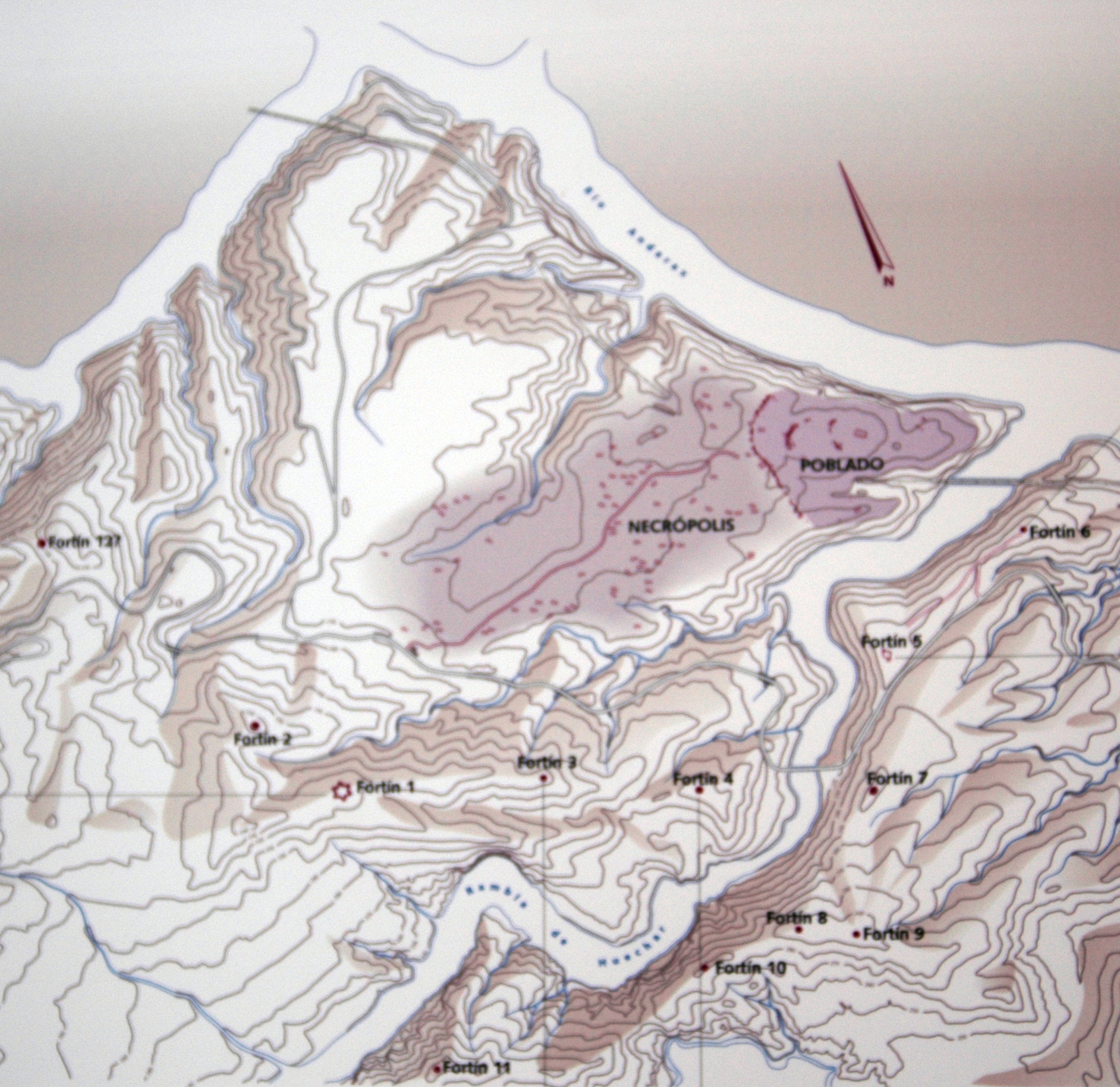
Plan général
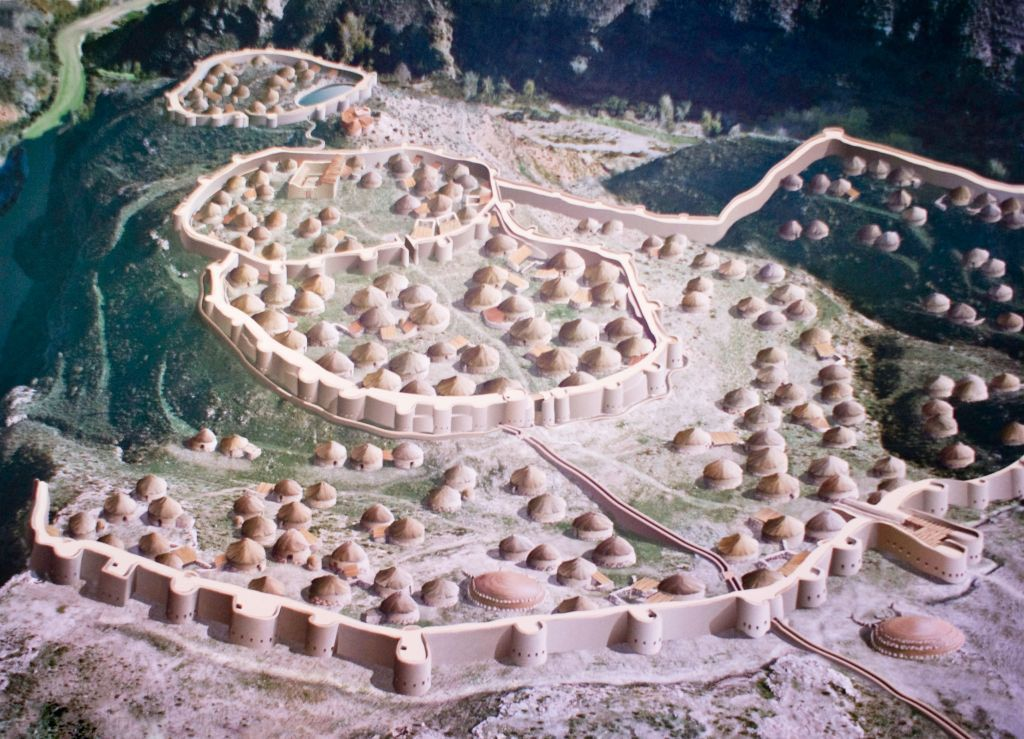
Maquette de Los Millares, vue depuis le nord-ouest ; sur la gauche, l'Andarax

Site archéologique de Los Millares
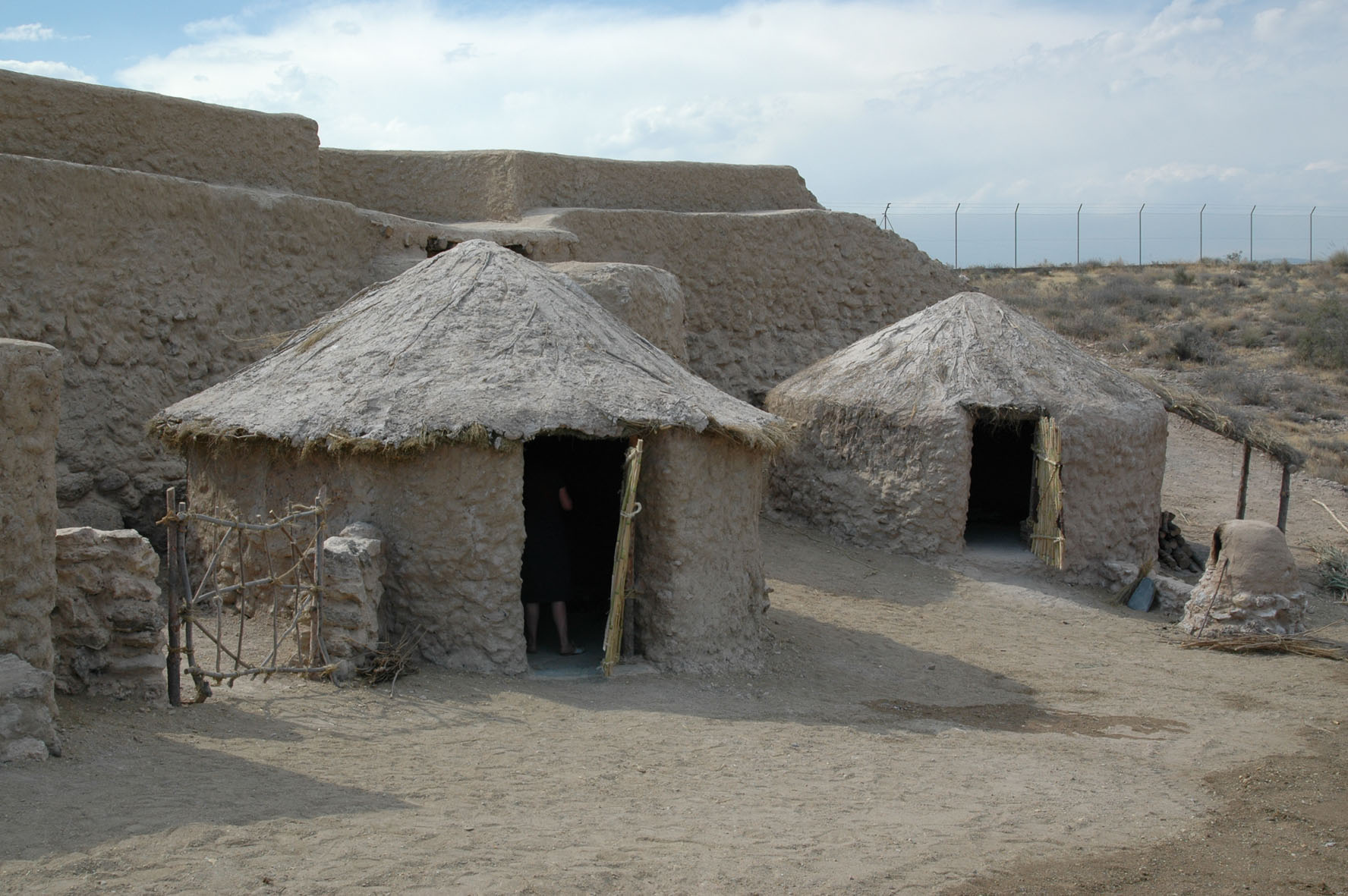
Locaux reconstruits dans la zone d'interprétation de Los Millares
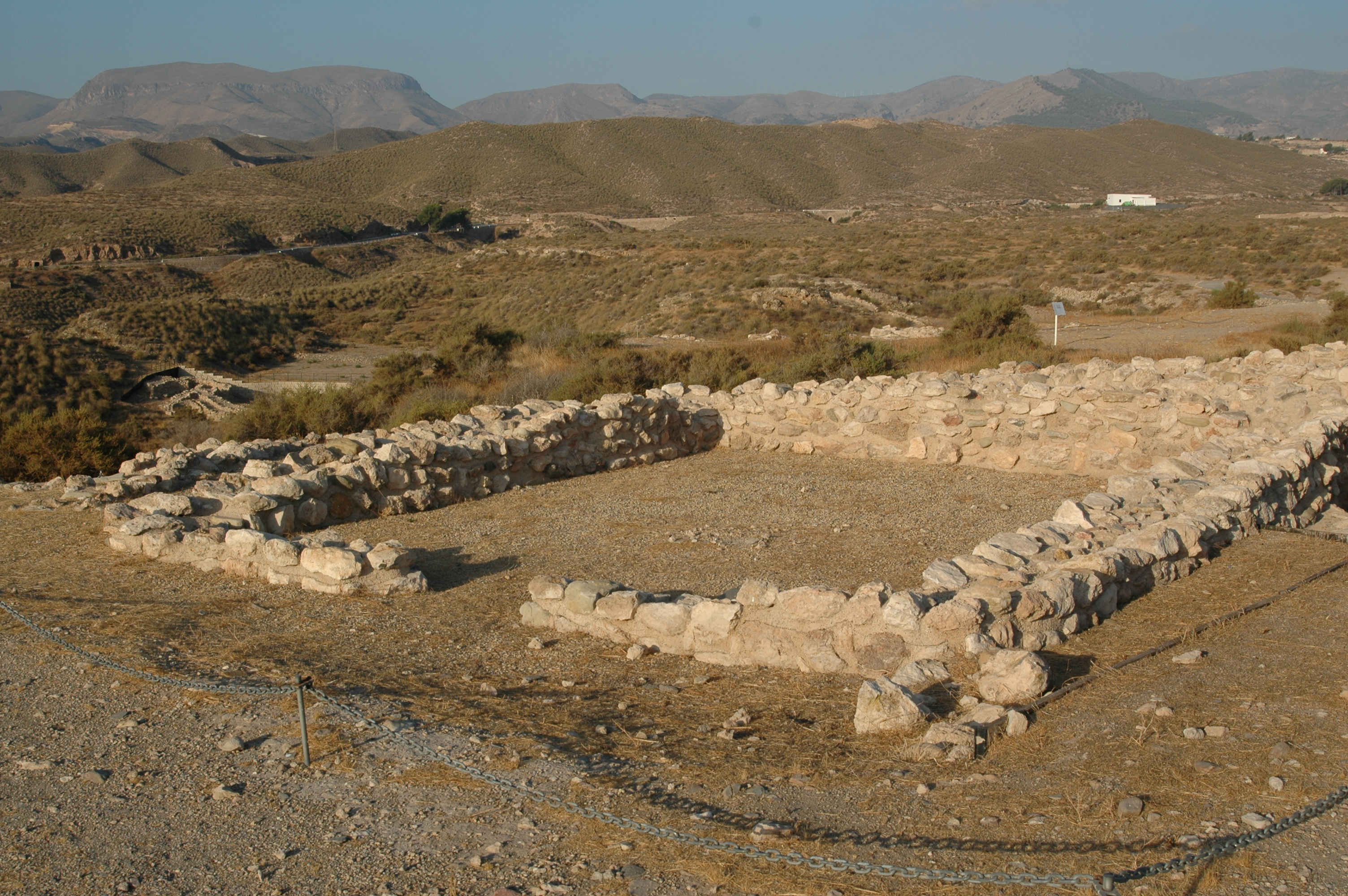
Bâtiment de destiné à la métallurgie

- Ligne I des remparts de la ville vue du nord
- La porte principale, vue aérienne depuis l'O-S-O
- Reconstruction virtuelle de la porte principale de la ligne I
- Barbacane

On estime que Los Millares pouvait rassembler une population de 1 500 personnes environ.[réf. nécessaire]
À l'intérieur des murailles on a trouvé de petites huttes autonomes et pour la plupart rondes. Ces huttes, et les bastions des murs de défense, ont livré des traces d'activités quotidiennes ; mais certaines huttes et certains bastions ont aussi livré des vestiges d'activités métallurgiques.
Derrière le troisième mur défensif intérieur se trouve un bâtiment rectangulaire de 8 × 6,5 m qui semble avoir été destiné aux activités métallurgiques. On y a trouvé des morceaux de minerai ; des scories ; de grandes quantités de marmites de coulée ; des creusets ou « récipients de réduction » ; et une cheminée ouverte de 1,2 m de diamètre avec un anneau d'argile, semblable à celles connues d'autres établissements de l'âge du cuivre dans le sud-est de l'Espagne.

Site archéologique de Los Millares
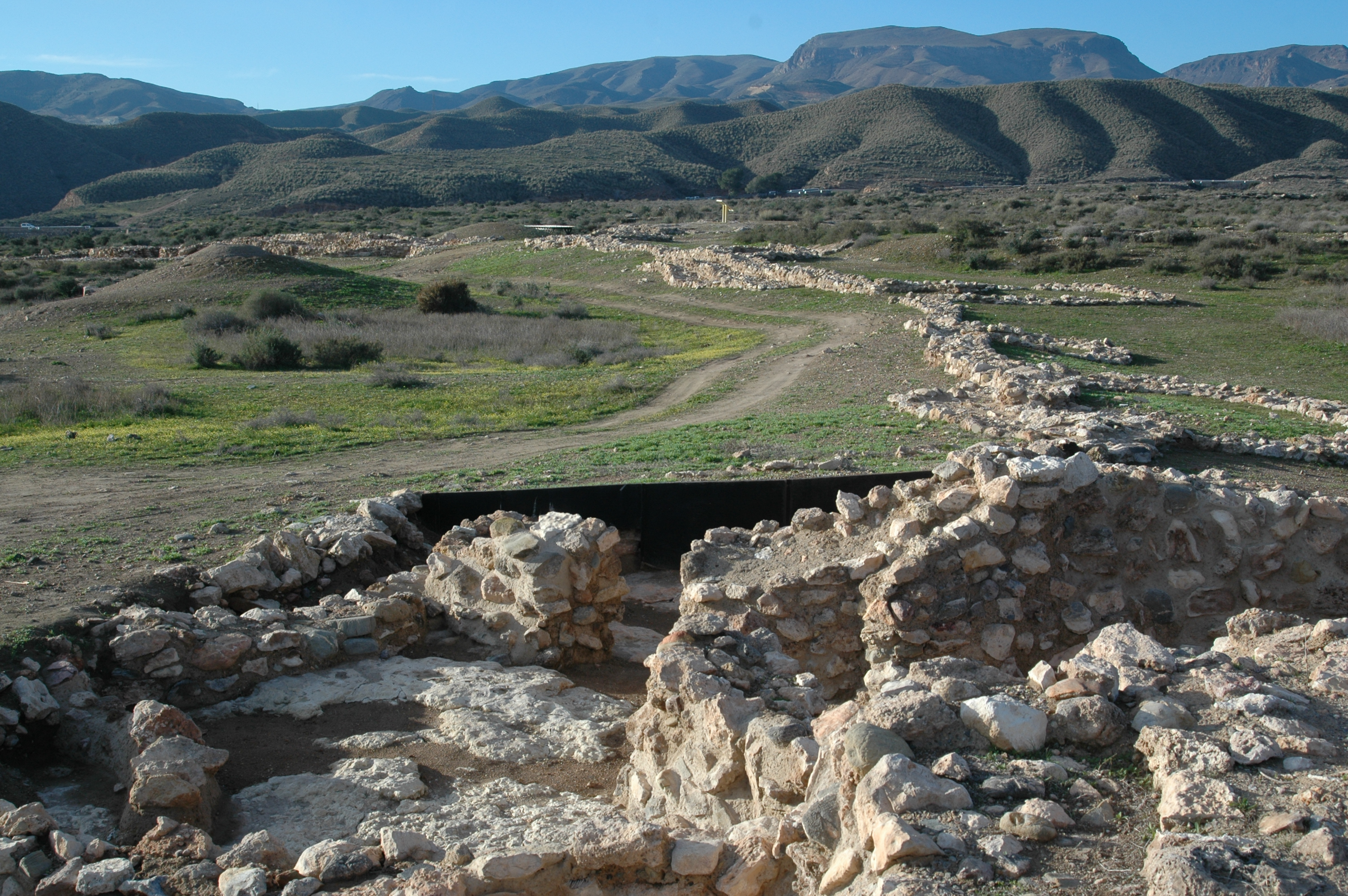
Ligne I des remparts de la ville vue du nord
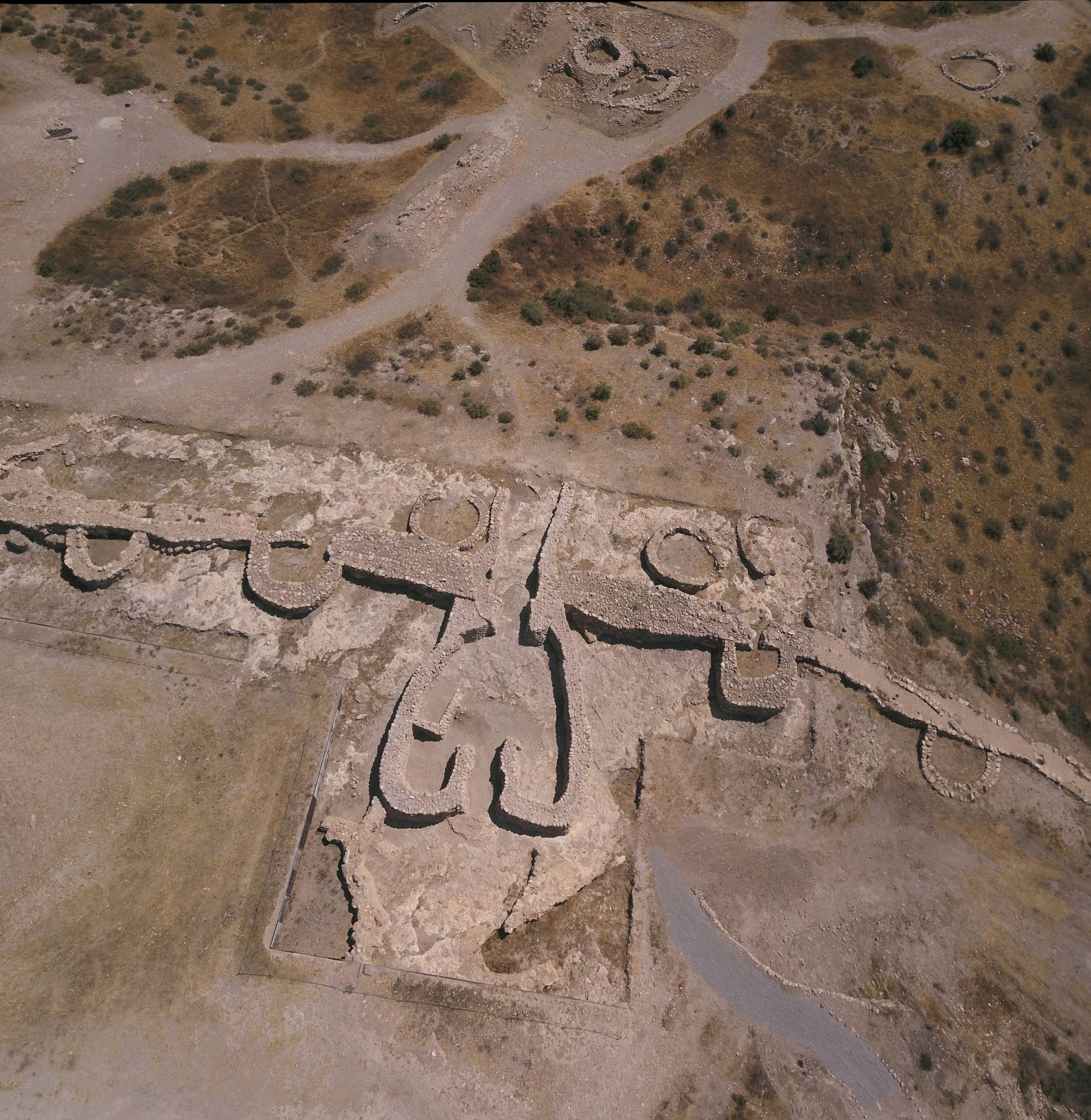
La porte principale, vue aérienne depuis l'O-S-O
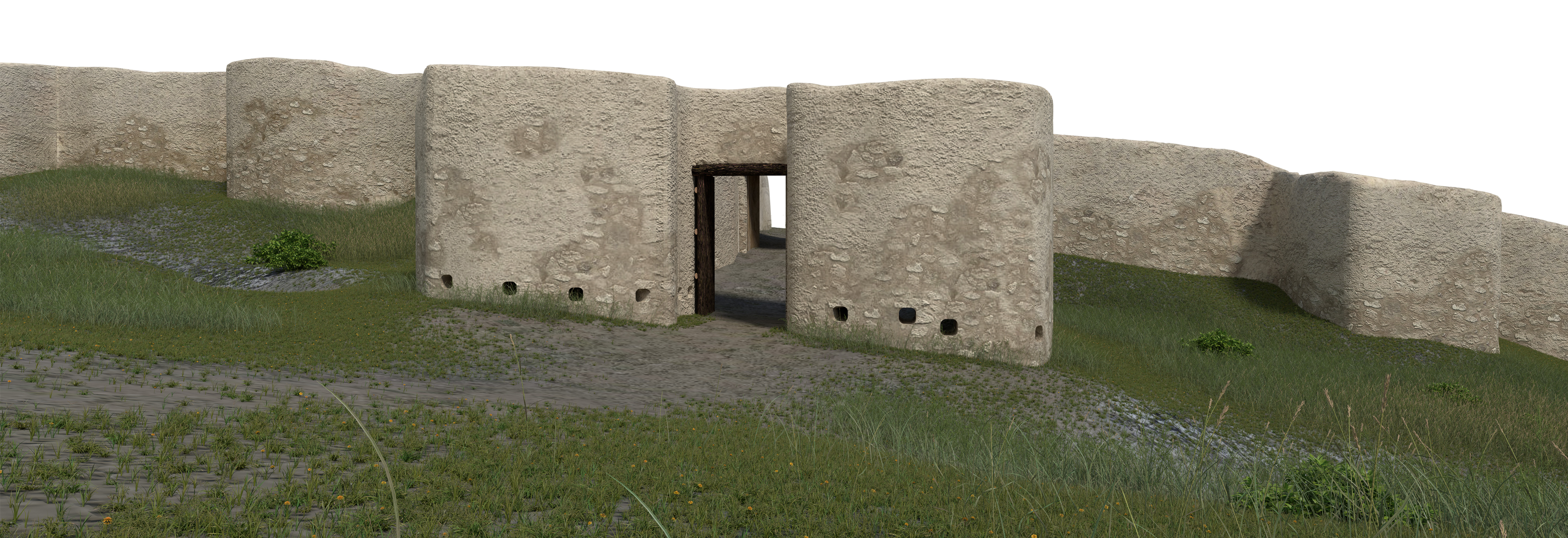
Reconstruction virtuelle de la porte principale de la ligne I
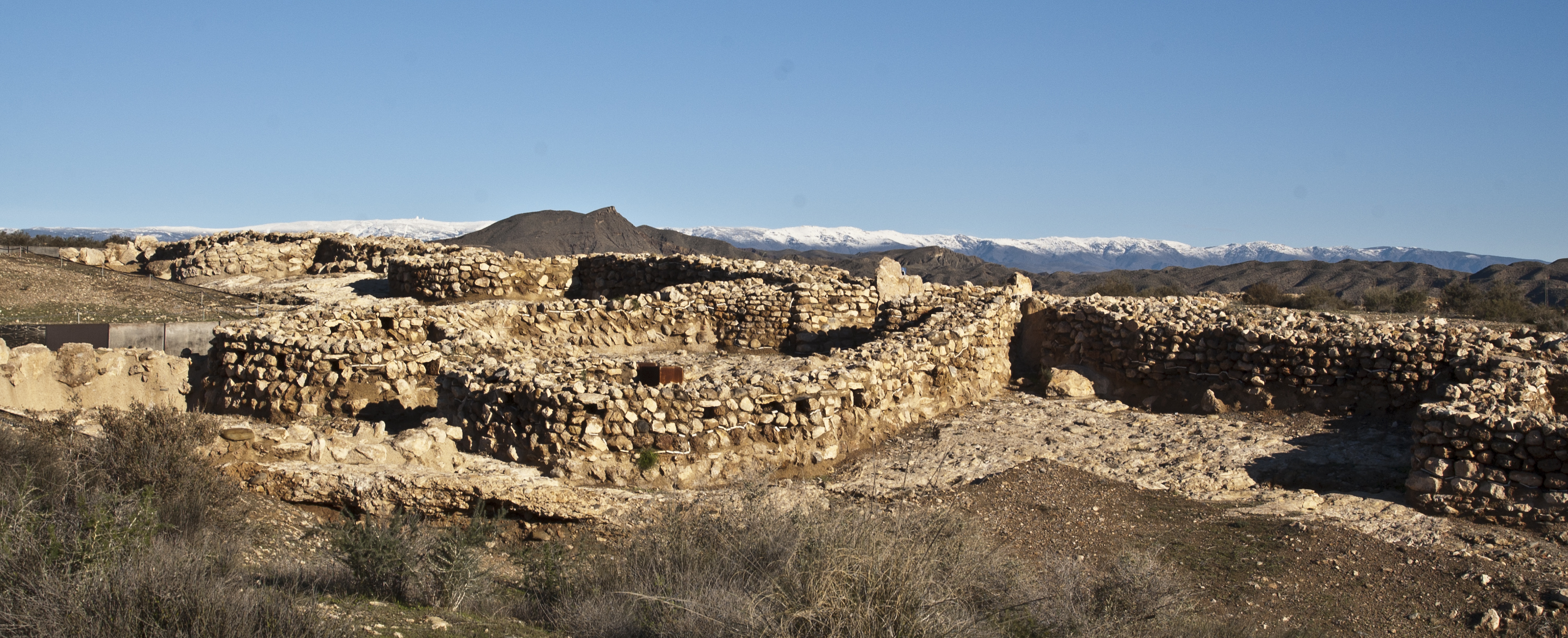
Barbacane

- Locaux reconstruits dans la zone d'interprétation de Los Millares
- Bâtiment de 8 × 6,5 m
destiné à la métallurgie

## Céramique
La céramique découverte comprend autant de pièces unies que décorées, incluant des jattes aux motifs en forme d'oculus. Des dessins similaires apparaissent sur plusieurs idoles de pierre découvertes. À partir du IIIe millénaire av. J.-C., on trouve déjà des céramiques de type campaniforme.

## Sépultures
La nécropole, en face de la muraille extérieure côté ouest, occupe environ 2 ha[réf. nécessaire] et contient au moins 80 tombes mégalithiques – Louis Siret dit qu'« une centaine de sépultures y sont disséminées par groupes » ; la plupart sont des tholoi dont l'espace central est précédé d'un passage et surmonté d'un faux dôme. Ce sont des tombes collectives, accompagnées d'une grande variété d'objets y compris des objets en métal.
R.W. Chapman (1981, 1991) notait déjà que parmi les tombes des Millares il existait une profonde différenciation, marquée par certains matériaux considérés de prestige : avant tout les armes métalliques (le critère fondamental), mais aussi les objets en ivoire, les coquilles d'œuf d'autruche, les poignards de silex, la céramique campaniforme et autre céramique décorée ; et que ces différences n'étaient pas simplement attribuables à des différences chronologiques. Sur la base des travaux de M. Almagro et A. Arribas (1963) qui ont identifié, corrélé et situé des sépultures, Chapman a aussi noté qu'il existe des groupements de tombes dans lesquels seulement quelques-unes concentrent ces éléments de prestige. Ces deux remarques l'ont amené à supposer des différences entre les clans ou les groupes familiaux – ce qui a été mis en doute par R. Micó (1993). Dans toutes ces suppositions, il faut tenir compte de ce que toutes les sépultures n'ont pas été trouvées intactes par L. Siret et son contremaître P. Flores, et que ces derniers n'ont pas entièrement exhumé beaucoup des tombes dans lesquelles ils ont travaillé ; les critères de différenciation doivent donc être qualitatifs plutôt que quantitatifs.
On a trouvé dans un tholos d'Alcalar (Algarve) un très riche mobilier, avec poignard à cran, hache plate avec alène à section rectangulaire en cuivre, des lames de hallebarde en cuivre, et des armatures de flèche de finition très soignée. Pour Christian Jeunesse, ces éléments que l'on trouve dans toute la Méditerranée occidentale témoignent « de l'émergence d'une nouvelle idéologie fondée sur une forte valorisation de l'individu et du guerrier, très proche de celle que l'on associe traditionnellement à l'implantation, 8 ou 10 siècles plus tard, du Campaniforme ».

## La culture de Los Millares
La fin du Néolithique vient avec la découverte de la métallurgie du cuivre, qui ouvre l'âge du cuivre. Travaillé pur, le cuivre reste un métal relativement mou. Son alliage avec l'arsenic permet de produire des objets plus durs, dits en bronze arsénié. Un alliage métallique dur est plus efficace pour des outils agricoles et pour des armes. Cela engendra la nécessité de contrôler les routes d'approvisionnement en cuivre.
Los Millares est dans le sud-est de la péninsule ibérique, qui est l'une des zones d'Europe les plus riches en minerai – avec des gisements exploités jusque dans la première moitié du XXe siècle.
Le village est situé stratégiquement près des mines de cuivre de la sierra de Gádor.
La culture de Los Millares a pour caractéristiques principales :
- un haut degré de fortification des villages, ce qui contraste avec les populations néolithiques précédentes, dispersées et avec peu de protections ;
- des nécropoles à l'extérieur des villages, avec abondance de tombes mégalithiques collectives en forme de tholos ;
- une différenciation sociale marquée dans les tombes.

Los Millares est un témoin exceptionnel de l'âge du cuivre du sud-est espagnol, à cause de sa taille, de la complexité architecturale du site et de sa nécropole, et de la variété des trouvailles. La plupart des sites connus ont une taille de moins de 0,5 ha, n'ont ni mur défensif ni bastions, et sont occupés pour des périodes plus courtes ne dépassant généralement pas plus que quelques générations.
D'autres villages remarquables appartenant à cette culture sont El Malagón, Cerro de la Virgen, et Las Angosturas.

## Chronologie
Les datations au carbone 14 du village le situent entre la fin du IVe millénaire av. J.-C. et le dernier quart du IIIe millénaire av. J.-C. (début autour de -3100, suivi d'un développement en plusieurs phases jusqu'à -2200).
Ces dates ont permis de réfuter l'ancienne hypothèse selon laquelle des colons de la mer Égée auraient fondé le village, amenant avec eux les tombes en formes de tholoi et la métallurgie (hypothèse diffusionniste des origines de la métallurgie et du mégalithisme dans la péninsule Ibérique). En effet, quand le village de Los Millares fut fondé :
- les tholoi de l'Égée n'existaient pas encore, puisque les premiers documentés sont du milieu du IIIe millénaire av. J.-C., tandis que les tombes classiques, telles que celle du trésor d'Atrée, sont de l'Helladique récent (seconde moitié du IIe millénaire av. J.-C.) ;
- la mer Égée pratiquait déjà au milieu du IIIe millénaire av. J.-C. la métallurgie du bronze, à savoir l'alliage du cuivre et de l'étain, tandis que Los Millares ne connaissait que le cuivre et l'arsenic.

La fabrication d'armes et d'outils en bronze arsénié, et leur commerce, fut l'élément principal qui favorisa l'essor de cette culture, bien que l'activité principale restât l'agriculture et l'élevage.
Un autre point à noter est que la plupart des grandes agglomérations de l'époque ont des horizons d'incendies qui peuvent être datés du XXIIIe siècle av. J.-C.. À cette époque ou peu après, vers -2200, un nouveau type de peuplement sur les hauteurs apparaît dans le bassin de Vera (nord-est d'Alméria) et dans la vallée du Guadalentín (ouest de Murcie). Ces établissements, d'une superficie de 1 à 3 ha, sont généralement situés sur les bords des chaînes de montagnes et s'étendent sur une grande surface de terrain plat et de vallées fluviales. C'est la culture d'El Argar.